# Протестантизм в Україні
| Відсоток громад                 | Відсоток громад                 | Відсоток громад | Відсоток громад | Відсоток громад |
| ------------------------------- | ------------------------------- | --------------- | --------------- | --------------- |
| Громади                         |                                 |                 | Відсоток        |                 |
| Євангельські християни-баптисти | Євангельські християни-баптисти |                 | 8.9%            | 8.9%            |
| П'ятидесятники                  | П'ятидесятники                  |                 | 5.6%            | 5.6%            |
| Адвентисти сьомого дня          | Адвентисти сьомого дня          |                 | 3.7%            | 3.7%            |

Протестантизм в Україні — представлений майже всіма наявними у світі протестантськими деномінаціями. За різними дослідженнями в Україні протестанти складають від 1,3 % до 3 % населення. Підрахунок кількості протестантів важкий тим, що не всі протестантські церкви та групи офіційно зареєстровані та ведуть докладну статистику членів. У 2010 році загальна кількість протестантів в країні становила понад один мільйон вірян, що є 2,4% українського суспільства. Водночас, станом на 2013 рік в Україні налічується 10 614 протестантських церков, що становить 28,7 % від усіх релігійних об'єднань України[джерело?].
Майже половина всіх протестантів в Україні - баптисти. За словами журналу "Christianity Today", Україна стала не тільки "біблійним поясом" Східної Європи, але й своєрідним "центром церковного життя, освіти та місії євангельського християнства". Сьогодні Україна слугує плацдармом євангельського протестантизму для всіх країн колишнього Радянського Союзу, де досі існують законодавчі обмеження на діяльність релігійних об'єднань. Ці країни користуються протестантською літературою, що видається в Україні (зокрема, газетами), навчають тут своїх церковних лідерів, отримують допомогу у вигляді місіонерів та підтримку євангелізаційної діяльності. Українські протестанти, порівняно зі своїми західними одновірцями, є більш консервативними як у віровченні, так і в моральних питаннях.
Протестантизм в Україні не являє собою єдине ціле, але розділений на кілька конфесій та безліч деномінацій. Тим не менше, існують декілька організацій координуючих протестантські церкви: Рада Євангельських Протестантських Церков України, Український євангелічний альянс, також протестанти беруть активну участь у Всеукраїнській раді церков та релігійних організацій та Українському Біблійному товаристві.

## Сучасний стан

### Адвентисти сьомого дня
Церква адвентистів сьомого дня в Україні станом на січень 2016 року налічує 831 громаду і 266 груп. Вона входить до об'єднання адвентистських громад, яке зветься Євро-Азійським дивізіоном, і є частиною всесвітньої Церкви адвентистів сьомого дня. В Україні перші адвентистські громади виникли в Криму в 1886 році. Крім загальнохристиянських істин, які адвентисти поділяють з іншими протестантами, їхніми особливостями є дотримання суботи як дня Господнього й очікування Другого Пришестя Ісуса Христа на Землю.
Адвентисти приділяють багато уваги формуванню здорового способу життя. В Україні діє ряд адвентистських санаторіїв і медичних центрів, діяльність яких спрямована на оздоровлення людей і навчання їх профілактичним принципам здорового способу життя.
Соціальне служіння адвентистів в Україні, зокрема, представлено діяльністю українського підрозділу Адвентистського агентства допомоги і розвитку (ADRA). Станом на 2016 рік в Україні півмільйона нужденних отримали від ADRA матеріальну й психологічну допомогу.
Для зміцнення сімейних цінностей адвентисти в Україні організовують для дітей, молоді та дорослих різні зустрічі, заходи, програми. Активно розвивається мережа християнських кафе. Особливу частину служіння адвентистів для підлітків займає діяльність клубу «Слідопит», спрямована на розвиток нових умінь, які допомагають особистому та професійному становленню дитини.
Медіа-служіння адвентистів в Україні включає в себе видання літератури, радіомовлення та телебачення.
Уже понад 20 років в Україні працює християнське видавництво «Джерело життя». В Україні адвентисти одні з перших почали друкувати релігійну літературу українською мовою. Радіо «Голос Надії», для якого вони готують програми — перше християнське радіо на території України з 20-річною історією. Його передачі звучать на першому каналі Українського радіо. Телеканал «Надія», заснований Церквою АСД, представляє цілісне християнство в різних його проявах: міжособистісних стосунках, вихованні дітей, роботі й відпочинку. Трансляція здійснюється через супутник, кабельні мережі, ефірні станції та Інтернет, телепередачі також транслюються й на багатьох обласних каналах.
Церква адвентистів сьомого дня робить свій внесок і в освіту. Український адвентистський центр вищої освіти включає в себе Український гуманітарний інститут і Український адвентистський теологічний інститут.
Церква адвентистів сьомого дня в Україні є членом Всеукраїнської ради церков і релігійних організацій та Ради євангельських протестантських церков України.

### Лютерани

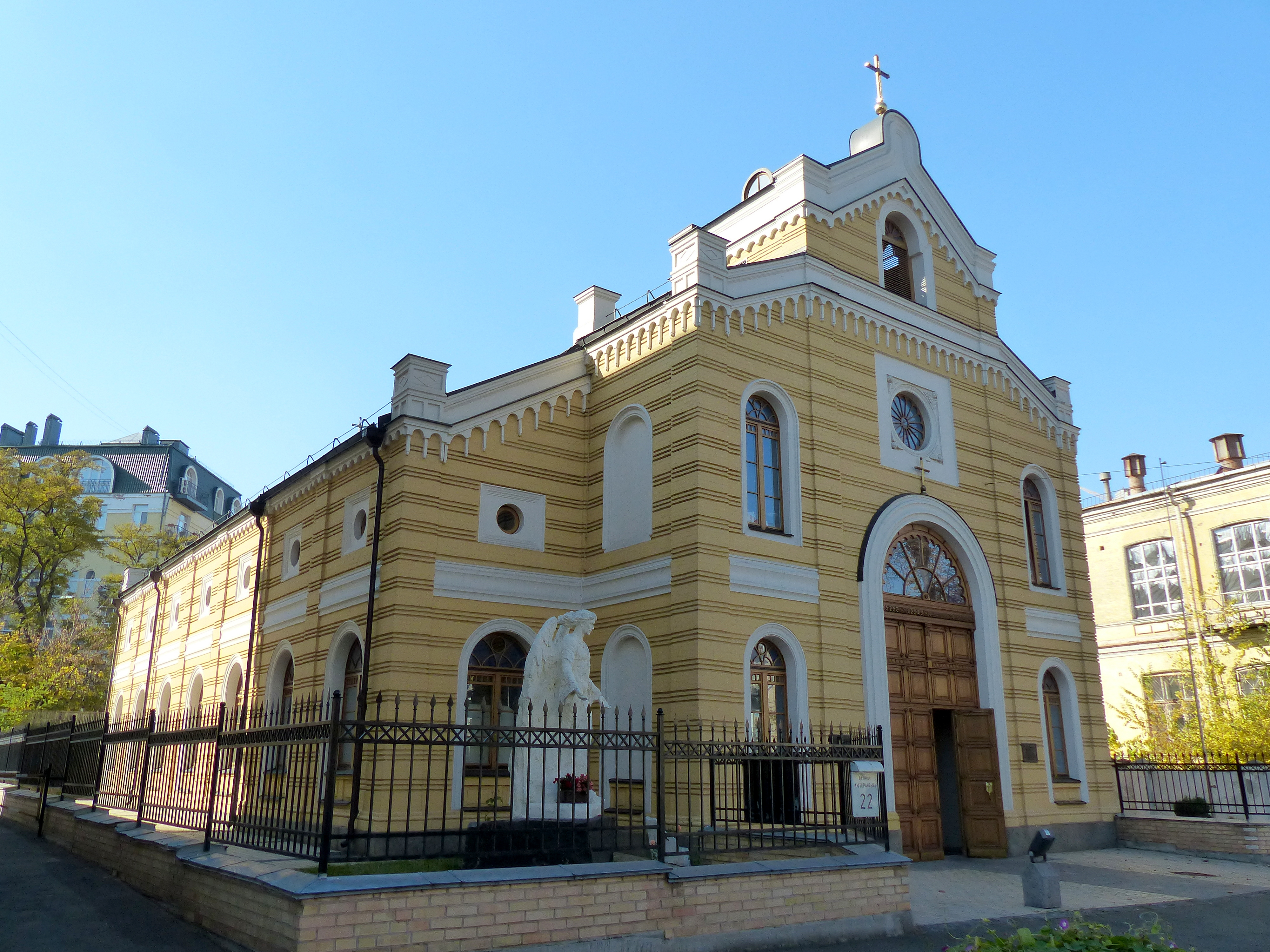
Кірха Святої Катерини, Київ

Лютеранство відоме в Україні з середини 16 століття на Волині, Галичині, Київщині, Поділлі та Побужжі. Деякі представники шляхти (родина Радзивілів) були лютеранами. Приплив тисяч німців в українські регіони в 19 столітті призвів до різкого зростання лютеранської церкви, але, схоже, вона не мала значного впливу серед місцевих етнічних груп. Лютеранською церквою тієї епохи керувала Генеральна консисторія в Санкт-Петербурзі, Росія, яка вела якісний облік народжень, шлюбів і смертей з 1835 року.
В Україні існує три лютеранських об'єднання.
- Німецька євангелічно-лютеранська церква України входить в Союз євангелічно-лютеранських церков, який об'єднує лютеран на території колишнього СРСР (крім країн Балтії) та входить до складу Всесвітньої лютеранської федерації. Партнером Німецької євангелічно-лютеранська церкви України є Євангелічно-лютеранська церква Баварії, що входить до складу Євангелічної церкви Німеччини. Німецька євангелічно-лютеранська церква України є об'єднанням громад німецької традиції.
- Українська Лютеранська Церква була заснована в 1926 році. Вона діяла в Західній Україні до 1939 року і мала двадцять п'ять громад та багато місій. Церква мала семінарію та видавництво у Станіславові (нині Івано-Франківськ), видавала газети "Стяг", "Прозріння" та "Новий світ". За радянських часів УЛЦ зазнала переслідувань, а церковне майно було конфісковане. Багато вірян і пасторів зазнали утисків, а деякі були змушені емігрувати. Після здобуття Україною незалежності у 1991 році громади УЛЦ відновили свою діяльність у Києві, Тернополі, Кременці, Запоріжжі, Севастополі, Сімферополі та інших містах. До 2007 року Українська Лютеранська Церква проводила своє служіння у 25 громадах та 11 місіонерських станціях по всій країні, маючи близько 2500 парафіян, яких обслуговували 22 національних пастори та 2 місіонери зі США.
- Синод євангелічно-лютеранських церков України утворився 1996 року внаслідок розколу Німецької євангелічно-лютеранської церкви України. Суперінтендент Німецької євангелічно-лютеранської церкви України Віктор Грефенштейн та частина лютеранської громади Одеси, покинули церкву в зв'язку з незгодою з її політикою. Також стався розкол в церквах Миколаєва та Ялти. До об'єднання приєдналися лютеранські громади братської традиції, а також церкви, створені працею місіонерів Лютеранської церкви Канади. Єпископом синоду є Віктор Грефенштейн. Синод євангелічно-лютеранських церков України об'єднує громади баптистів, але синод дотримується конфесійного богослов'я. В Одесі розташована семінарія «Згода», створена для потреб Синоду євангелічно-лютеранських церков України з допомогою Лютеранської церкви-Канада.

Крім того, в Україні існують незалежні лютеранські церкви різних традицій.

### Пресвітеріани та реформати

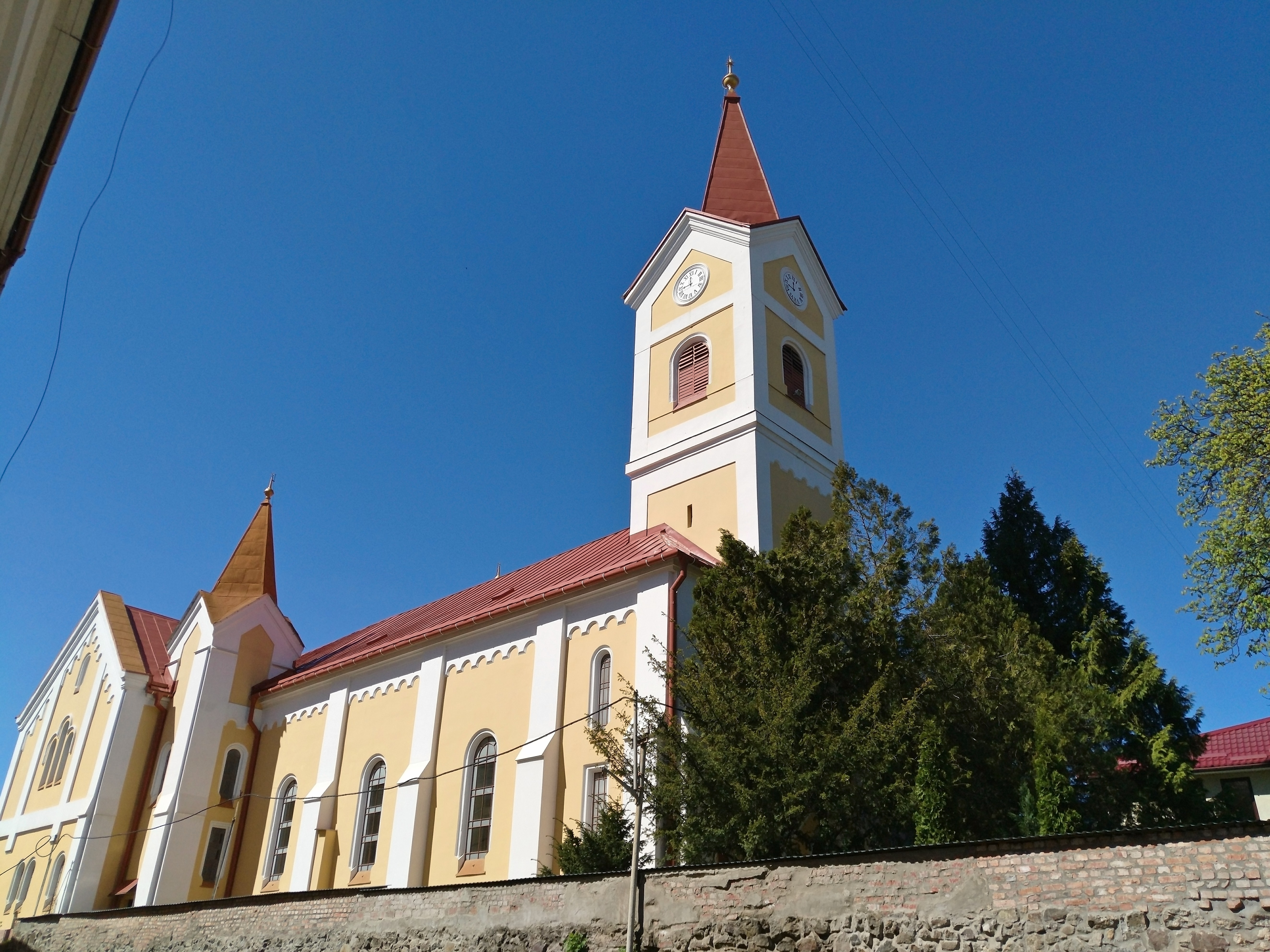
Реформатська церква в Ужгороді

Наприкінці 16 століття в Україні існувало близько 100 реформатських церков. У 1920-х роках українсько-канадські пресвітеріанські місіонери відродили реформатську віру в Україні. У 1936 році налічувалося 35 церков і 3 000 членів. Після Другої світової війни радянська окупація знищила більшу частину цієї роботи. У 1990-х роках реформатська спадщина була відроджена голландськими місіонерами, які відновили реформатські церкви в Києві, Рівному, Степані, Закарпатті. Сьогодні Євангельська Реформатська Церква в Україні налічує 7 громад. У Києві також була заснована Євангельська реформатська семінарія для підготовки пасторів.
Церкви кальвіністського напрямку в Україні представлені кількома союзами реформатської та пресвітеріанської традицій.
- Закарпатська реформатська церква є найбільшим кальвіністським об'єднанням, що сполучає на території України угорців-протестантів. З 114 зареєстрованих громад 113 знаходиться на території Закарпатської області, одна громада в Києві. Лише в трьох парафіях богослужіння звершується українською мовою, в решті громадах використовується угорська мова. Закарпатська реформатська церква входить у Всесвітнє реформатське співтовариство. Також в Закарпатській області діє Закарпатська євангелічно-реформатська церква та Християнська Реформатська церква в Мукачеві, пов'язана з Християнської реформатською церквою США.
- Українська євангельсько-реформатська церква об'єднує приходи з різною історією. Перші дві громади Української євангельсько-реформатської церкви було створено пастором Филимоном Семенюком, ординованим ще до Другої світової війни в Рівному. Також до складу церкви входять дві церкви в Закарпатській області, створені за участю американських місіонерів із змішаних українсько-угорських родин, церкви в Києві, Дніпро та кількох селах Західної України.
- Євангелічно-пресвітеріанська церква України набула поширення на південному сході України[К 1] та в Києві. Більшість громад засновано місіонерами з Пресвітеріанської церкви Америки та інших консервативних західних кальвіністських церков, але зараз окормляються українськими пасторами.

В Україні корейською громадою зареєстровано кілька релігійних організацій пресвітеріанського напрямку, але ці церкви, зазвичай, підтримують відносини лише з материнськими церквами в Південній Кореї та піддаються сильному впливу харизматичного руху.
Закарпатська євангелічно-реформатська церква, Українська євангельсько-реформатська церква та Євангелічно-пресвітеріанська церква України входять до складу консервативної Європейської конференції реформатських церков[джерело?].

### Баптисти

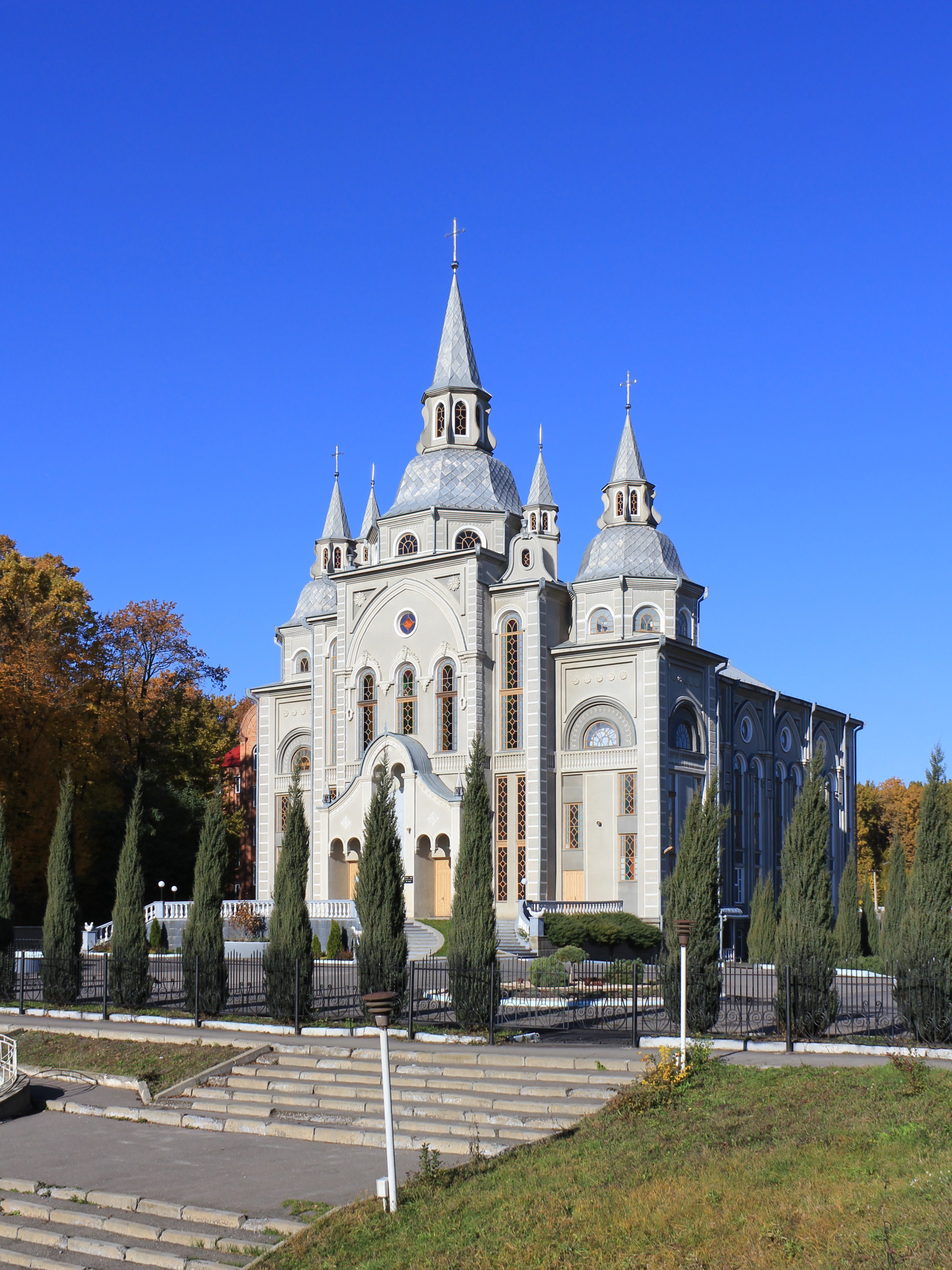
Дім Євангелія, Вінниця

Всеукраїнський союз церков євангельських християн-баптистів — найбільше об'єднання протестантських церков не лише в Україні, а й на пострадянському просторі та найбільший баптистський союз Європи. Організаційно сформувався в 1990 році на 21-му з'їзді євангельських християн-баптистів України з церков, які входили до складу Всесоюзної ради євангельських християн-баптистів, правонаступником якого стала Євро-Азійська федерація спілок євангельських християн-баптистів.
Другим за значимістю в Україні є Міжнародний союз церков євангельських християн-баптистів
З громад автономних баптистів, що діяли в СРСР, у незалежній Україні було сформовано Братство незалежних церков та місій євангельських християн-баптистів.
Ще одним крупним баптистським об'єднанням є Асоціація місіонерських церков євангельських християн України. Незважаючи на те, що багато хто з тих, що входять в асоціацію церков не ідентифікують себе як баптистські, вони близькі до них у своєму віросповіданні. Велику частину церков асоціації засновано за участю місій, таких як «Світло на сході», «Міжнародне партнерство». З різних причин ці церкви не увійшли до складу інших об'єднань євангельських християн-баптистів та зволіли організувати окрему асоціацію.

### П'ятидесятники
В Україні п'ятидесятницький рух розпочався на початку 20-х років XX століття, прийшовши трьома незалежними шляхами: через проповідь Івана Воронаєва; через волинських реемігрантів і діяльність Г. Шмідта; через румунських п'ятидесятників на Чернівеччині (див. П'ятидесятництво в Україні). Майже за 90 років, пройшовши через бурхливий розвиток та поширення, репресії, заборони та роз'єднання, п'ятидесятницький рух в незалежній Україні отримав новий імпульс для розвитку. З 90-х років чисельність традиційних п'ятидесятницьких громад та членів зросла в декілька разів. В цей же час в молодіжному середовищі п'ятидесятників починає активно розповсюджуватися харизматичний рух.
За чисельністю п'ятидесятники стоять на третьому місці після православ'я та баптизму. З отриманням незалежності України з'явилася можливість створення власних Союзів та об'єднань. В незалежній Україні існує 17 п'ятидесятницьких Союзів та об'єднань, зокрема:
- Церква християн віри євангельської (Всеукраїнський союз церков християн віри євангельської (п'ятидесятників)).
- У Києві діє Об'єднана міжнародна церква п'ятидесятників (United Pentecostal Church International).

### Харизмати

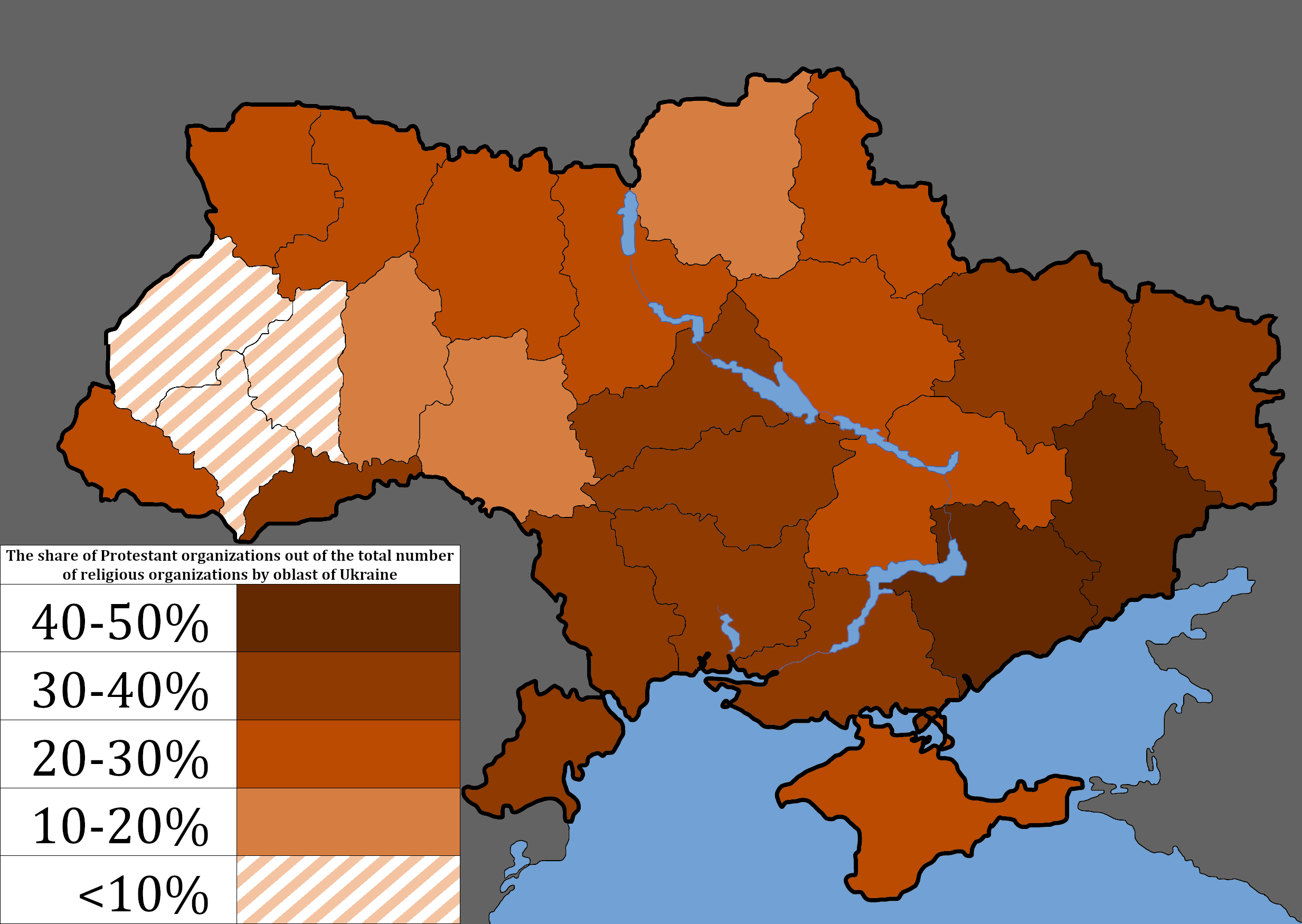
Карта частки протестантських релігійних організацій від загальної кількості релігійних організацій по областях України станом на 2006 рік

В Україні розвиток харизматичного руху почався з початку 90-х років XX століття з часу проголошення незалежності України і встановлення сприятливіших умов для діяльності Церков. Харизматичний рух в Україні набув свого розвитку за рахунок молодіжного середовища п'ятидесятницьких та баптистських церков. Згодом хвиля духовного пробудження початку 90-х років, яку принесли зарубіжні місіонери та проповідники, зокрема американского походження, посилила розвиток харизматичного руху по всій Україні. Якщо станом на 1992 рік в Україні було зареєстровано 27 харизматичних громад, то на 2005 рік їх нараховується близько 920, а на 2016 рік — 2600 громад.
Вже в перші роки становлення руху стала очевидною проблема відсутності певного адміністративного центру, завдання якого — діяти на офіційному рівні від імені нових харизматичних громад по всій Україні. У 1995 році був зареєстрований Центр харизматичних християнських Церков України (Повного Євангелія), який став найбільшим об'єднанням харизматичних громад на Україні.
На сьогоднішній день деякі з громад входять в різні харизматичні об'єднання, зберігаючи проте при цьому свою автономність, інші — залишаються поза них. Переважна частина з громад об'єднана у 19 харизматичних об'єднань та центрів, зокрема:
- Центр харизматичних християнських Церков України (Повного Євангелія);
- Духовне управління Церков євангельських християн Української християнської церкви «Нове Покоління» ;
- Українська християнська євангельська Церква;[15]
- Духовне управління Церков євангельских християн України;
- Собор незалежних євангельских Церков України;
- Об'єднана християнська євангельска Церква Живого Бога.

### Англікани
В Україні існує дві парафії пов'язані з Англіканським співтовариством. Церква Христа в Києві утворена в 1999 році для англомовних вірян, що належать до єпископальної традиції. До складу приходу входять громадяни США, Великої Британії, України та інших країн. Збирається Церква Христа в лютеранській Кірсі Святої Катерини. Церкви входять в Діоцез в Європі (Східне Архідияконство) Церкви Англії.

### Методисти та церкви руху святості
Методизм представлений в Україні Об'єднаною методистською церквою та релігійними організаціями руху святості, які також сповідують Уесліанське богослов'я, але вірять в можливість повного освячення людини. Про існування методистських церков в Україні до 1990-х років нічого не відомо, всі нині існуючі громади було засновано завдяки роботі іноземних та українських місіонерів після розпаду СРСР.
В Україні більшість методистських громад належить до Об'єднаної методистської церкви Євразії, яка є частиною найбільшої в світі Об'єднаної методистської церкви, з центром в США. Громади Об'єднаної методистської церкви діють в Закарпатській, Львівській, Чернівецькій, Полтавській, Харківській, Донецькій, Луганській областях, а також в Автономної Республіці Крим та Києві.

### Церкви Христа
Церкви Христа — реставраціоністська конфесія, що з'явилася в Сполучених Штатах Америки на рубежі XVIII-XIX століть. Завданням нового руху було об'єднати представників основних протестантських деномінацій США навколо принципу: «Де Писання каже, говоримо і ми, де Письмо мовчить, мовчимо і ми», який проголосив Томас Кемпбелл. Також як і методистські, вони з'явилися в Україні лише після розпаду СРСР внаслідок діяльності американських місіонерів. В Україні представлені громадами Традиційною церкви Христа, Церков Христових, Міжнародної церкви Христа та Міжнародних християнських церков.
Традиційні церкви Христа тісно пов'язані з американською деномінацією Церкви Христа (Учні Христа), яка є найбільш інституціоналізованою та ліберальною з усіх деномінацій руху. Зокрема, посаду пастора можуть займати жінки. В Україні Традиційні церкви Христа знаходяться в Києві (три церкви), Харкові, Донецьку, Кам'янському, Миколаєві, Маріуполі, Севастополі, Чернівцях та Тернополі. Як й інші церкви цієї деномінації на території колишнього СРСР, вони не пов'язані інституційно, але утворюють неформальну співдружність.
Церкви Христові більш консервативні, ніж Учні Христа. Їх відмінною особливістю є відмова від використання в поклонінні музичних інструментів. Церкви Христові знаходяться в Києві, Донецьку, Харкові, Одесі, Кам'янському, Кременчуці та Сімферополі. Багато хто з них знаходяться під управлінням американських місіонерів.
Міжнародна церква Христа сформувалася з Бостонського руху, який прагнув до оновлення в Церквах Христа. Лідером руху був Кіп МакКін. Бостонським рухом проголошувалася ідея звернення всієї землі в християнство. Для цього передбачалося активне насадження церков, наявність наставника для кожного з віруючих та жорстка централізована система управління. Центр апологетичних досліджень вважає, що деякі вчення та практики, прийняті в Міжнародній церкви Христа властиві деструктивним культам.
Стараннями американських місіонерів була насаджена міжнародна церква Христа Києва, пізніше були створені церкви в Одесі, Донецьку, Дніпрі, Львові та Харкові. 2002 року в МЦХ стався розкол. Кіп МакКін пішов з посади лідера міжнародної церкви Христа. Після його відходу багато лідерів церкви виступили з критикою існуючої в церкві системи управління та прийнятих в церквах практик. Внаслідок чого міжнародна церква Христа зблизилася з традиційними Церквами Христа та почала з ними діалог, а МакКін з групою прихильників заснував нову деномінацію Міжнародні християнські церкви, до якої увійшли 40 церков у всьому світі, включаючи Київську міжнародну церкву Христа.